# Bundesautobahn 37
La Bundesautobahn 37, abbreviata anche in A 37, è una autostrada tedesca che collega la città di Beinhorn, a Nord - Est di Hannover, con il Sud della città, terminando nell'autostrada A 7. È classificata autostrada solo nei tratti estremi, nel tratto all'interno della città di Hannover è classificata strada federale (B 3 e B 6).

## Percorso

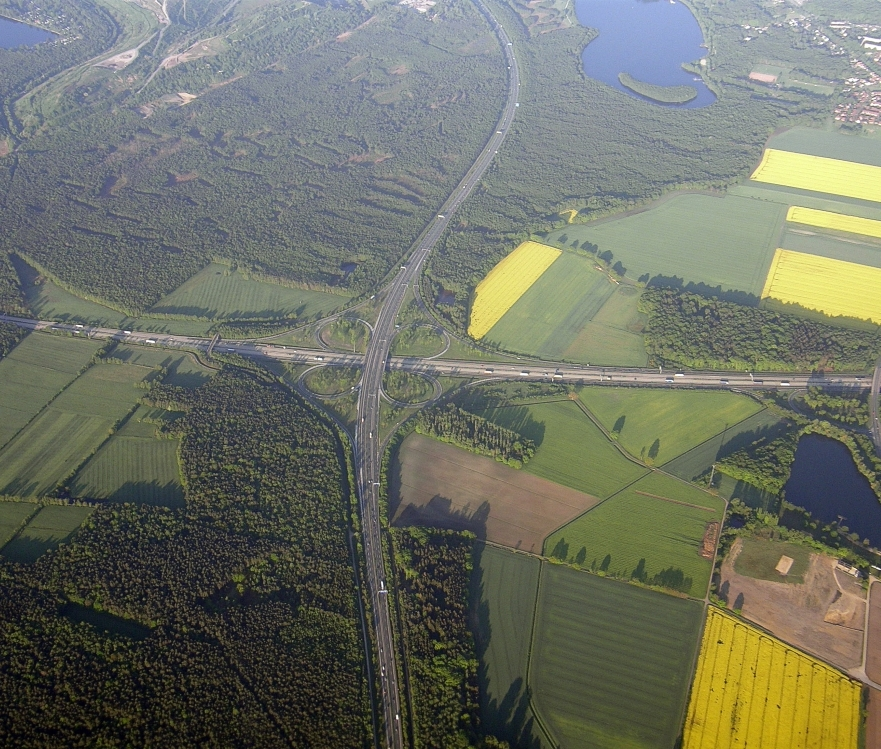
Vista dell'intersezione tra A 37 e A 7

| A 37 |           |                                 |      |                |                |
| Tipo | n° uscita | Indicazione                     | km   | Corrispondenze | Strada europea |
|      | 2         | Beinhorn                        | 27,1 |                |                |
|      | 3         | Incrocio di Hannover Kirchhorst | 23,1 |                |                |
|      | 4         | Incrocio di Hannover Buchholz   | 19,9 |                |                |
|      | 5         | Hannover Misburg                | 18,0 |                |                |
|      |           |                                 |      |                |                |
|      |           |                                 |      |                |                |
|      | 11        | Hannover Messegelande           | 4,6  |                |                |
|      | 12        | Confluenza di Hannover Sud      | 0,0  |                |                |